# Genieridium paranense
Genieridium paranense là một loài bọ cánh cứng trong họ Bọ hung (Scarabaeidae).